# Fello Star
El Fello Star de Labé es un equipo de fútbol de Guinea que juega en el Campeonato Nacional de Guinea, la liga de fútbol más importante del país.

## Historia
Fue fundado en el año 1988 en la ciudad de Labé, donde ha sido campeón de liga en 4 ocasiones y 1 vez campeón de copa.
Ha participado en 6 torneos internacionales donde su mejor participación fue en la Copa Confederación de la CAF del 2005 al llegar a la fase de grupos.

## Palmarés
- Campeonato Nacional de Guinea: 4

2004 (campeonato cancelado por problemas financieros), 2006, 2008, 2009, 2010.
- Copa Nacional de Guinea: 2

2000, 2004.
- Super Copa de Guinea: 1

2009.

## Participación en competiciones de la CAF
| Temporada | Torneo                       | Ronda          | Club              | Casa | Visita | Global      |
| --------- | ---------------------------- | -------------- | ----------------- | ---- | ------ | ----------- |
| 2005      | Liga de Campeones de la CAF  | Preliminar     | ASC Diaraf        | 1-0  | 1-2    | 2-2 (a)     |
| 2005      | Liga de Campeones de la CAF  | 1              | JS Kabylie        | 1-0  | 0-0    | 1-0         |
| 2005      | Liga de Campeones de la CAF  | 2              | Ajax Cape Town    | 2-0  | 0-2    | 2-2 (2-3 p) |
| 2005      | Copa Confederación de la CAF | 3              | Bamboutos FC      | 1-0  | 3-0    | 4-0         |
| 2005      | Copa Confederación de la CAF | Fase de grupos | King Faisal Babes | 0-1  | 0-2    | 4.º lugar   |
| 2005      | Copa Confederación de la CAF | Fase de grupos | FAR Rabat         | 0-1  | 0-1    | 4.º lugar   |
| 2005      | Copa Confederación de la CAF | Fase de grupos | AS Marsa          | 1-2  | 1-3    | 4.º lugar   |
| 2007      | Liga de Campeones de la CAF  | Preliminar     | SC Praia          | 3-01 | 1-0    | 4-0         |
| 2007      | Liga de Campeones de la CAF  | 1              | Étoile du Sahel   | 0-1  | 1-4    | 1-5         |
| 2009      | Liga de Campeones de la CAF  | Preliminar     | ASO Chlef         | 1-2  | 0-1    | 1-3         |
| 2010      | Liga de Campeones de la CAF  | Preliminar     | Raja Casablanca   | 1-3  | 1-1    | 2-4         |
| 2011      | Liga de Campeones de la CAF  | Preliminar     | ASFA Yennenga     | 1-1  | 0-3    | 1-4         |

1- El SC Praia se negó a viajar a Guinea por la guerra civil y huelga general en el país, por lo que la CAF le acreditó la victoria a Fello Star con marcador de 3-0.

## Jugadores

### Jugadores destacados
- Abdoulaye Soumah